# Ороситель

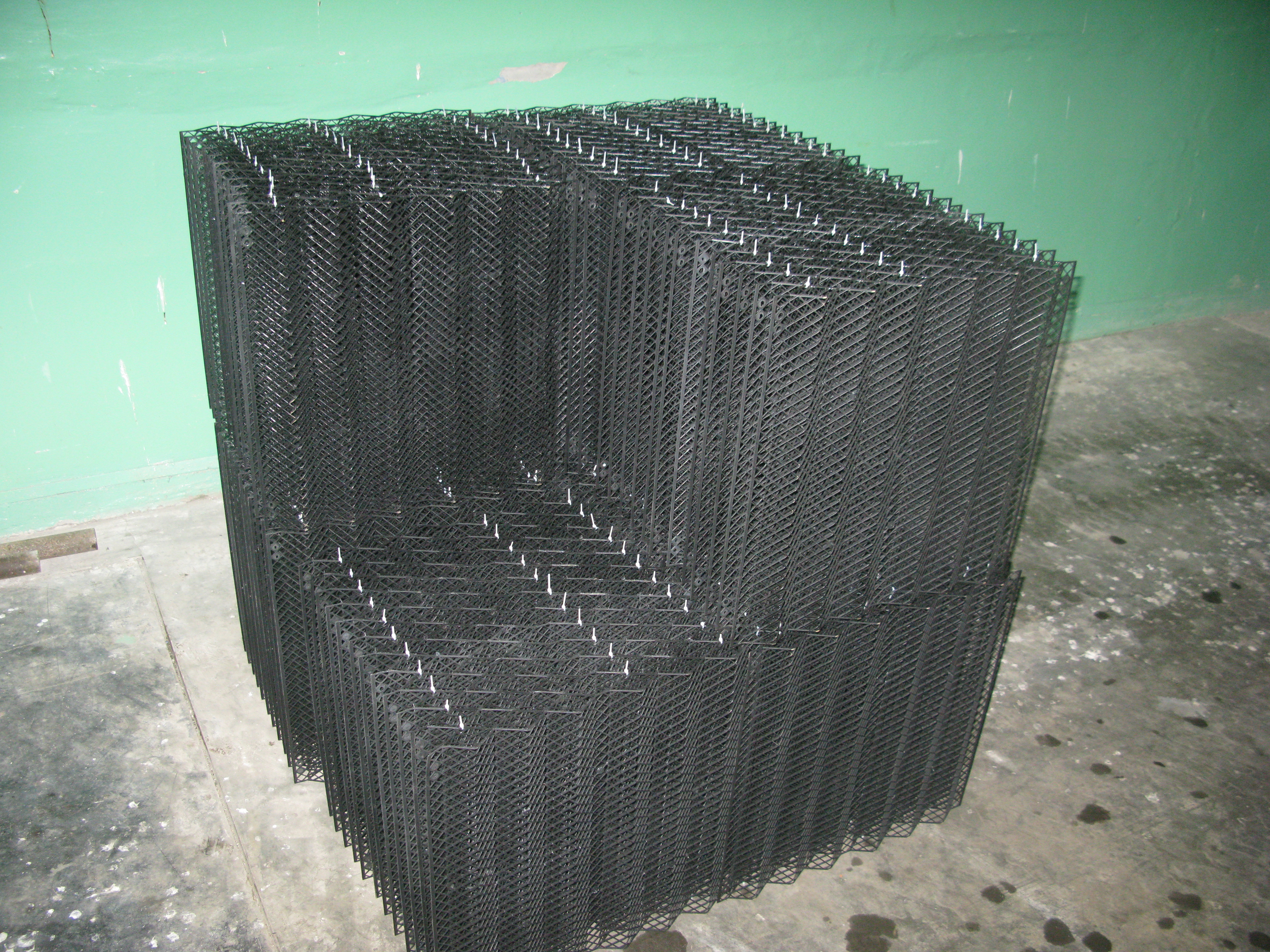
Ороситель капельно-плёночный

Ороситель — основной конструктивный элемент плёночной или капельно-плёночной градирни, предназначенный для того, чтобы раздробить стекающий по нему поток воды и обеспечить ему длительное время и максимальную площадь контакта с охлаждающим воздухом. Конструкция оросителя должна обеспечивать получение достаточной для обеспечения требуемой охлаждающей способности площади поверхности охлаждения при оптимальном аэродинамическом сопротивлении.

## Выбор оросителя
При выборе каждого типа оросителя в конкретном случае должно производиться сопоставление охлаждающей способности и стоимости градирни. Значение потерь напора при движении воздуха в оросителе также является неотъемлемым показателем его работы, так как оно характеризует эксплуатационные затраты на градирню. Так же необходимо учитывать другие показатели оросителя: легкость монтажа, прочность, долговечность, доступность для ремонта и обслуживания.
Основным типом оросителей, обеспечивающих наиболее высокий эффект охлаждения является капельно-плёночный сетчатого типа. Они допускают большую неравномерность распределения воды по верху оросителя, которая как правило, имеет место в практических условиях эксплуатации градирен, поскольку поток воды имеет при движении сверху вниз в их объёмной сетчатой решётчатой структуре имеет возможность свободного перераспределения. При этом поверхность охлаждения, состоящая из плёнок, стекающих по перемычкам решёток, и капель, срывающихся с них и обновляется и турбулизируется потоком воздуха, что интенсифицирует процесс испарения (охлаждения) воды.
Ранее ороситель изготавливался из дерева, асбестоцемента, полипропилена.
Одним из наиболее прогрессивных и распространённых типов является ороситель, изготовленный из полипропилена.
|  |  |  |  |  |  |  |  |  |
|  |  |  |  |  |  |  |  |  |